# Loupiac, Lot
Loupiac, Lot là một xã thuộc tỉnh Lot trong vùng Occitanie phía tây nam nước Pháp.